# Spondylarthropathie
Mit Spondylarthropathie, von altgriechisch σπὁνδυλος spondylos, deutsch ‚Wirbel‘, altgriech. ἄρθρον arthron, deutsch ‚Gelenk‘ und altgriech. πάθος pathos, deutsch ‚Leiden‘, werden alle Erkrankungen bezeichnet, die die Wirbelbogengelenke betreffen.

## Unterteilung
Diese Krankheitsgruppe kann unterteilt werden in:
- Degenerative Veränderungen, die Spondylarthrosen
- Rheumatische Veränderungen, die Spondyloarthritiden
  - Axiale Spondyloarthritis (enthält Morbus Bechterew / ankylosierende Spondylitis)
  - Reaktive Arthritis (nach einem Magen-Darm-Infekt oder Harnwegsinfekt)
  - Begleitarthritis/Spondylitis bei chronisch-entzündlichen Darmerkrankungen
  - Psoriasisarthritis

## Verbreitung
Die Häufigkeit der rheumatischen Spondylarthropathien wird mit 0,5–1 % in Europa angegeben, während degenerative Spondylarthropathien sehr viel häufiger auftreten.